# 东羊后土庙
36°11′31″N 111°29′56″E / 36.19194°N 111.49889°E
东羊后土庙位于中国山西省临汾市尧都区土门镇东羊村中心，已列为全国重点文物保护单位。

## 历史
东羊后土庙原为东岳庙，始建于元至元二十年（1283年）。大德七年（1303年）大地震中被毁，至正五年（1345年）重修。全庙前后三进，包括山门、戏台、仪门、钟鼓楼、正殿东岳天齐殿、东西配殿、后土圣母殿、耳房等建筑。1949年以后庙宇改为小学使用。正殿内3米高的东岳大帝、东配殿的十殿阎王、西配殿的十八罗汉塑像均被毁。1970年代，东西配殿拆除。后正殿亦拆除。到腾退学校、恢复庙宇时，因东岳庙已无东岳大帝神位，遂改名后土庙。

## 建筑
东羊后土庙南北长104米，东西宽41米，占地4220平方米，现存山门、戏台、仪门、钟鼓楼、东西配殿、后土圣母殿、耳房等建筑。其中戏台为元代建筑，圣母殿为明代建筑，余为清代建筑。
后土圣母殿坐北朝南，重建于明天启二年（1622年），面阔三间，进深二间，悬山顶，殿内有明代彩塑计161尊。
戏台位于前院的高台上，台基高1.75米，宽7.55米，坐南朝北，三面封闭，正面开敞，平面呈方形，单檐十字歇山顶，出檐深远，檐口曲线优美。这是现存元代戏台中唯一的一座十字歇山顶戏台。檐下斗拱密集，四面各有7朵。屋顶的藻井由密集的三层斗拱，叠成华美的八卦攒顶，层次感极强。三层斗拱分别有24朵、16朵和8朵。石柱上刻有题记“元至正五年月日本村石匠王直王二”。
仪门为重檐牌坊，檐下施蜂巢斗拱，颇为罕见。

## 保护
2006年5月25日，东羊后土庙公布为第六批全国重点文物保护单位，编号6-403。